# Фридрих II (Лотарингия)
Вижте пояснителната страница за други личности с името Фридрих II.
Фридрих II или Фери II (на френски: Ferry II de Lorraine; на немски: Friedrich II von Lothringen, † 8 или 9 октомври 1213) от фамилията Дом Шатеноа, е херцог на Горна Лотарингия от 1206 до смъртта си.

## Биография
Той е първият син на херцог Фридрих I († 7 април 1207) и на Людмила от Полша († 1223), дъщеря на херцог Мешко III Стари от род Пясти. Роднина е с род Хоенщауфен.
Фридрих II е определен от бездетния му чичо Симон II († 1206) за негов наследник на трона, обаче баща му не признава това, прокламира се за херцог през 1206 г. и умира след една година. Тогава след една година Лотарингия се обединява отново.
Фридрих II се жени за Агнес от Бар, дъщеря на Теобалд I, граф на Бар и Люксембург († 1226) от Дом Скарпон. Женитбата му донася територията на Аманс, Лонгви и Стенай, но след конфликт с неговия тъст Теобалд I от Бар, при който той губи, попада в плен и през 1208 г. отново дава всичко обратно, за да откупи свободата си.

## Деца
Фридрих II и Агнес († 19 юни 1226) имат седем деца:
- Теобалд I († 1220), херцог на Лотарингия, ∞ I Гертруд фон Дагсбург († пр. 1225), дъщеря на граф Албрехт II фон Дагсбург
- Матиас II († 1251), херцог на Лотарингия, ∞ Катарина фон Лимбург († 1255), дъщеря на херцог Валрам IV
- Якоб († 1260), 1239 – 1260 епископ на Мец
- Райналд († 1274), господар на Стенай и Бич, граф на Близкастел, ∞ Елизабет фон Близкастел († 1273), дъщеря на граф Хайнрих фон Близкастел
- Лаурета, ∞ Симон III, граф на Саарбрюкен († пр. 1240)
- Аликс († 1242), ∞ пр. 1228 г. граф Вернер I фон Кибург († 1228)